# Нощта на скръбта
Нощта на скръбта (на испански: La Noche Triste) е битка край езерото Тескоко в нощта на 30 юни срещу 1 юли 1520 година, по време на испанското завоюване на Мексико, между сили на Ацтекската империя и испански конкистадори и техни местни съюзници, главно от Тласкала. Тя започва след смъртта на ацтекския владетел Монтесума, държан дотогава от испанците като заложник, и се превръща в едно от най-тежките поражения на испанците в цялата война.